# Katsuyama matsuri
Le Katsuyama matsuri (勝山まつり) est un festival dont la première mention remonte à 1764, il a lieu dans la ville de Maniwa. Il est un des trois festivals principaux de la Préfecture d’Okayama. Il consiste en une procession de mikoshi, qui parfois s’entrechoquent.
Le festival se tient les 19 et 20 octobre chaque année. Il a lieu dans le quartier de Katsuyama à Maniwa. Il y a onze quartiers dans la ville ; chaque équipe met un happi spécial. Neuf groupes rivalisent entre eux en heurtant mutuellement leurs chars.
Le lieu est accessible  en train, en descendant à la gare de Chugokukatsuyama et en voiture, par les routes nationales 181 et 313.